# Mariner 10
Mariner 10 foi uma sonda planetária, integrada no Programa Mariner, desenvolvido pelos Estados Unidos durante as décadas de 1960 e 1970. Foi a primeira sonda a utilizar a técnica de aceleração gravítica de um corpo celeste para auxílio à navegação (neste caso, utilizou a massa de Vénus para conseguir atingir Mercúrio). Foi também a primeira sonda a visitar dois planetas distintos (Vénus e Mercúrio).
Até à chegada da sonda MESSENGER a Mercúrio em 18 de março de 2011, a Mariner 10 era a única sonda a ter visitado o planeta Mercúrio. Foi a última missão do Programa Mariner sendo que as duas missões seguintes tiveram a sua designação alterada para Voyager.

## Missão
A Mariner 10 tinha como missão primária, o estudo dos planetas Mercúrio e Vénus, em relação às suas características físicas, atmosféricas e ambientais. Estava também previsto, o estudo do meio interplanetário e a avaliação de técnicas para o deslocamento nesse meio. Esta sonda, foi lançada em sua missão através de um foguete Atlas-Centauro a 3 de Novembro de 1973.
Após o lançamento, a sonda foi colocada numa órbita em torno do Sol e numa trajectória em direcção a Vénus. Foram, entretanto, detectadas algumas falhas em sistemas a bordo da sonda, nomeadamente com os sistemas de análise de electrostática e com o sistema de aquecimento das cameras de observação. Durante a trajectória, um conjunto de outros problemas apresentaram-se aos controladores da missão, com especial relevância para o funcionamento irregular da antena de alto ganho, a camera de navegação e o computador de comando da sonda. A 5 de Fevereiro de 1974, a Mariner 10 cruza a órbita do planeta Vénus a uma altitude de 5.768 km transmitindo para a Terra as primeiras imagens detalhadas da espessa atmosfera venusiana. A alteração da trajectória provocada por Vénus (provocada pela redução da velocidade da sonda) coloca a Mariner 10 na direcção de Mercúrio.
A sonda cruza a órbita de Mercúrio em 29 de Março de 1974 a uma altitude de 704 km. Nesta primeira passagem, obtiveram-se as primeiras (poucas) imagens de Mercúrio e alterou-se a trajectória por forma a permitir mais 2 passagens adicionais - a 21 de Setembro do mesmo ano a uma altitude de 48.000 km e a 16 de Março de 1975 a uma altitude de 327 km. Na segunda e terceira passagens, obtiveram-se um conjunto de imagens detalhadas da superfície mas que devido à geometria da órbita apenas permitiram a observação de menos de metade da superfície total. A missão manteve-se operacional até 24 de Março de 1975 quando o controle sobre os sistemas foi perdido. Hoje, a Mariner 10 permanece numa órbita em torno do Sol.

## Sonda

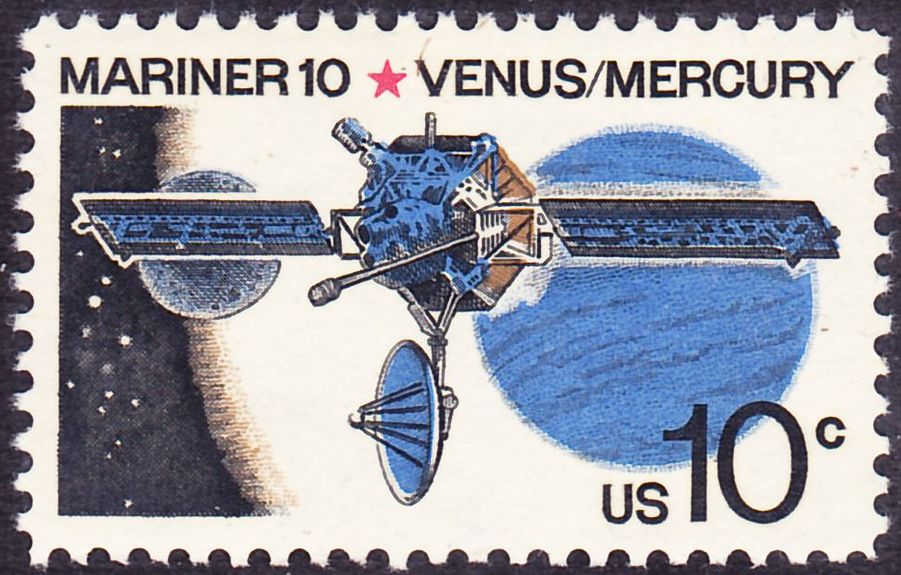
Selo norte-americano de 1975 mostrando a Mariner 10

A sonda Mariner 10, era constituída por um chassis octogonal com uma diagonal de 1,39 m. Ligados à estrutura, dois painéis solares com uma área de 2,5 m² forneciam toda a energia necessária à manutenção dos sistemas e dos instrumentos. Também conectado à estrutura octogonal, um braço de 5,8 m suportava um magnetometro. No topo da estrutura estava situada a antena de alto ganho com 1,53 m de diâmetro com um motor de direccionamento. A transmissão era realizada através das bandas S e X com um débito máximo de 117,6 kilobits por segundo.
A propulsão era realizada através de um propulsor com 222 N de potência acoplado a um tanque esférico do combustível localizado no centro da estrutura. O peso total da sonda no lançamento era de 503 kg.